# Sullu
Sullu es la denominación que reciben diversos objetos rituales consistentes en fetos de animales para prácticas de agradecimiento a la Pachamamaen Los Andes. Sullu es una palabra derivada del idioma quechua que significa, justamente, feto. El uso de sullus en las denominadas mesas de challa o wajt´as es muy frecuente, siendo parte de prácticas de instituciones oficialesy de la cotidianidad de los ciudadanos, particularmente del occidente de Bolivia, donde se realizan este tipo de ofrendas con mucha frecuencia en eventos como inauguraciones, adquisiciones, el martes de challa o durante agosto, mes de la Pachamama.

## Antecedentes históricos
El libro Vocavulario de la lengua aymara de Ludovico Bertonio de 1612 ya registra las palabras sullu como "abortino malparido" y el verbo sulluna churasita como "ofrecer a las guacas el abortino de carneros".

## Características
Dependiendo del tipo de ofrenda y su magnitud también varía el tamaño del feto. Los fetos generalmente son de camélidos, siendo el más usual el de llama, aunque también los hay de vicuña, alpaca, cerdo y oveja.

## Comercialización

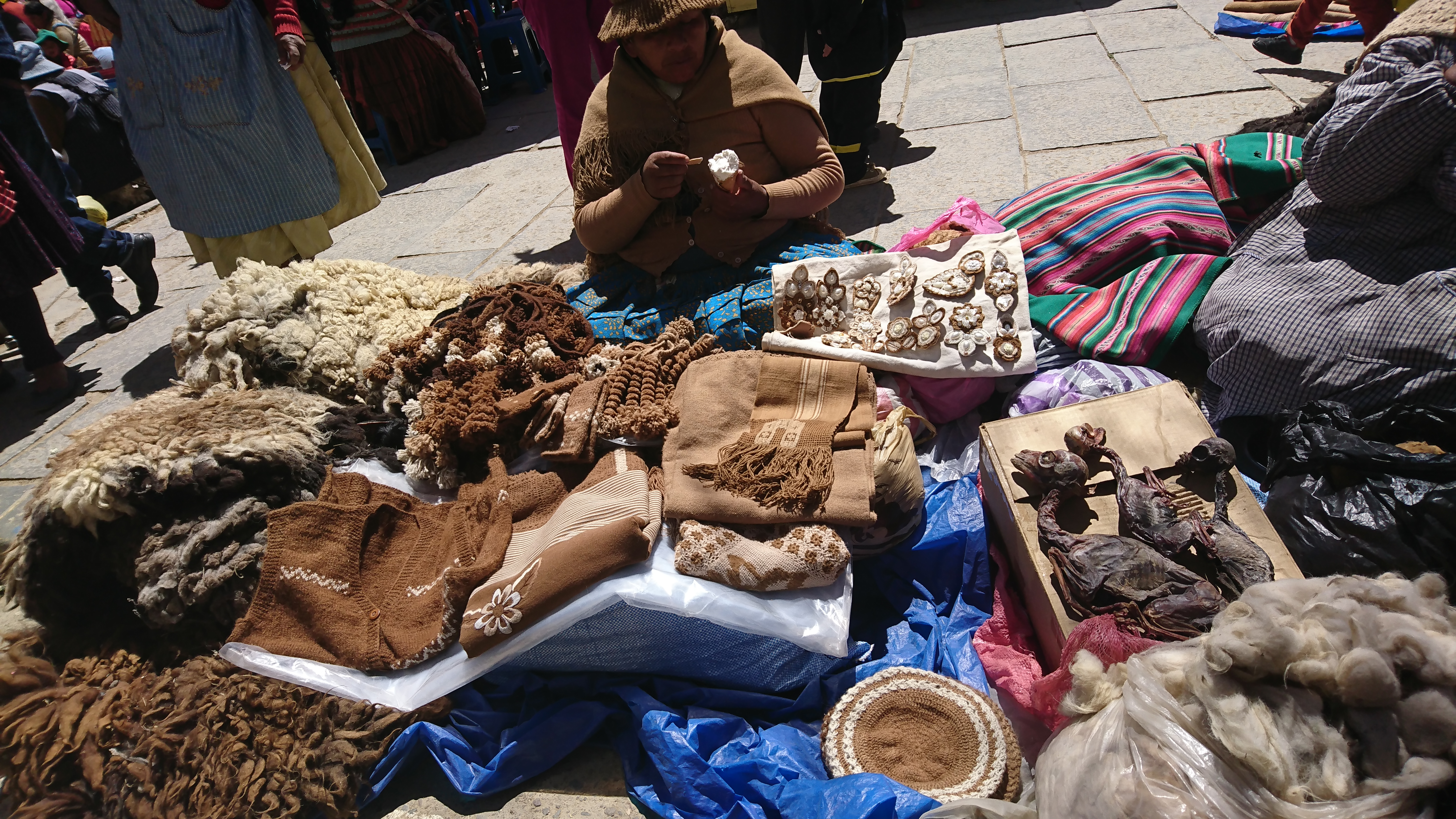
Puesto de venta de lana y sullus de camélido en la Feria de la Natividad en Viacha, Bolivia

La venta de estos elementos es común en las tiendas de objetos rituales y calles cercanas a apachetas y centros de yatiris, amautas o kallawayas. En la ciudad de La Paz se los encuentra en las cercanías de la denominada Calle de las Brujas, cuyo nombre oficial es calle Linares, y en El Alto, en La Ceja, en las cercanías de los centros ceremoniales.